# فهرست نقش‌آفرینی‌های سحر دولتشاهی

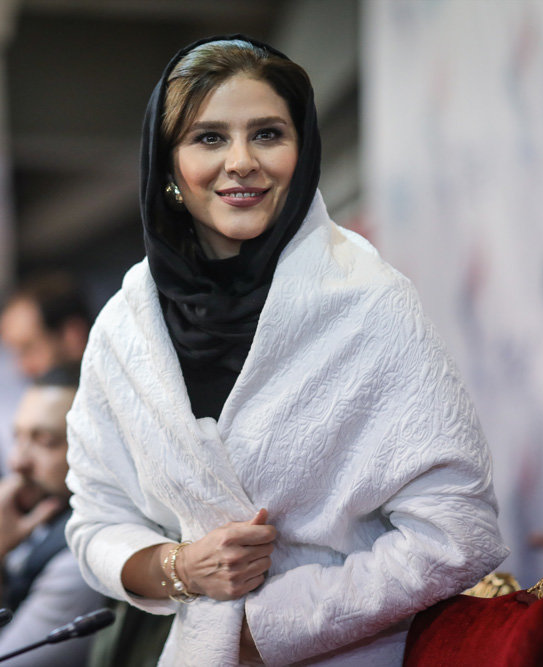
سحر دولتشاهی در جشنواره فیلم فجر ۱۳۹۶

سحر دولتشاهی بازیگر ایرانی است که در سینما، تلویزیون و تئاتر حضور داشته‌است.

## سینما
| سال  | عنوان                       | کارگردان                           | نقش          | توضیحات | منبع   |
| ---- | --------------------------- | ---------------------------------- | ------------ | --- | ------ |
| ۱۴۰۳ | استخر                       | سروش صحت                           |              | |        |
| ۱۴۰۲ | مفت‌بر                       | عادل تبریزی                        | نیلوفر       | |        |
| ۱۴۰۲ | نبودنت                      | کاوه سجادی حسینی                   | مرضیه        | |        |
| ۱۴۰۱ | یادگار جنوب                 | حسین امیری دوماری و پدرام پورامیری |              | |        |
| ۱۳۹۹ | خط فرضی                     | فرنوش صمدی                         | سارا         | | [ ۱ ]  |
| ۱۳۹۸ | آتابای                      | نیکی کریمی                         | سیما         | | [ ۲ ]  |
| ۱۳۹۶ | امیر                        | نیما اقلیما                        | ریما         | تندیس بهترین بازیگر زن                                                                                         | [ ۳ ]  |
| ۱۳۹۶ | چهارراه استانبول            | مصطفی کیایی                        | فرنگیس       | سیمرغ بلورین بهترین بازیگر نقش مکمل زن                                                                         | [ ۴ ]  |
| ۱۳۹۶ | عرق سرد                     | سهیل بیرقی                         | مهرانه       | سیمرغ بلورین بهترین بازیگر نقش مکمل زن                                                                         | [ ۵ ]  |
| ۱۳۹۵ | رضا                         | علیرضا معتمدی                      | فاطی         | | [ ۶ ]  |
| ۱۳۹۵ | لابی                        | محمد پرویزی                        |              | اکران نشده‌است.                                                                                                 | [ ۷ ]  |
| ۱۳۹۴ | ارادتمند؛ نازنین بهاره تینا | عبدالرضا کاهانی                    | مهسا         | اکران نشده‌است.                                                                                                 | [ ۸ ]  |
| ۱۳۹۴ | بیست هفته                   | مسعود قراگزلو                      | ارغوان       | | [ ۷ ]  |
| ۱۳۹۴ | بارکد                       | مصطفی کیایی                        | نازی         | | [ ۹ ]  |
| ۱۳۹۴ | وارونگی                     | بهنام بهزادی                       | نیلوفر       | نامزد بهترین بازیگر نقش زن                                                                                     | [ ۱۰ ] |
| ۱۳۹۳ | نیم‌رخ‌ها                     | ایرج کریمی                         | ژیلا         | | [ ۱۱ ] |
| ۱۳۹۳ | مرگ ماهی                    | روح‌الله حجازی                      | مهناز        | | [ ۱۲ ] |
| ۱۳۹۳ | عصر یخبندان                 | مصطفی کیایی                        | عسل          | سیمرغ بلورین بهترین بازیگر نقش مکمل زن در سی و سومین جشنواره فیلم فجر و دیپلم افتخار بهترین بازیگر نقش مکمل زن | [ ۱۳ ] |
| ۱۳۹۳ | شکاف                        | کیارش اسدی‌زاده                     | نسیم         | نامزد بهترین بازیگر نقش مکمل زن                                                                                | [ ۱۳ ] |
| ۱۳۹۲ | دلم می‌خواد                  | بهمن فرمان‌آرا                      | صبور         | | [ ۱۴ ] |
| ۱۳۹۲ | مستانه                      | محمدحسین فرح‌بخش                    | مستانه       | | [ ۱۵ ] |
| ۱۳۹۲ | متروپل                      | مسعود کیمیایی                      | خواهر خسرو   | | [ ۱۶ ] |
| ۱۳۹۱ | آسمان زرد کم‌عمق             | بهرام توکلی                        | سارا         | | [ ۱۷ ] |
| ۱۳۸۹ | سوگ                         | مرتضی فرشباف                       | ناهید        | | [ ۱۸ ] |
| ۱۳۸۹ | دونده زمین                  | کمال تبریزی                        | بهار         | | [ ۱۹ ] |
| ۱۳۸۷ | شیرین                       | عباس کیارستمی                      | سحر دولتشاهی | | [ ۲۰ ] |
| ۱۳۸۷ | طلا و مس                    | همایون اسعدیان                     | پرستار       | نامزد سیمرغ بلورین بهترین بازیگر نقش مکمل زن                                                                   | [ ۲۱ ] |
| ۱۳۸۷ | فرزند صبح                   | بهروز افخمی                        | مادر         | اکران نشده‌است.                                                                                                 | [ ۲۲ ] |
| ۱۳۸۷ | وقتی همه خوابیم             | بهرام بیضایی                       | کمند         | | [ ۲۳ ] |
| ۱۳۸۵ | میم مثل مادر                | رسول ملاقلی‌پور                     | فرزانه       | نامزد بهترین بازیگر نقش مکمل زن                                                                                | [ ۲۴ ] |
| ۱۳۸۴ | چهارشنبه‌سوری                | اصغر فرهادی                        | خواهر مژده   | | [ ۲۵ ] |

| به آثاری اشاره دارد که در حال حاضر منتشر نشده‌اند | به آثاری اشاره دارد که در حال حاضر منتشر نشده‌اند |

## تلویزیون
| سال  | نوع اثر  | عنوان          | کارگردان        | نقش          | پخش        | منبع   |
| ---- | -------- | -------------- | --------------- | ------------ | ---------- | ------ |
| ۱۳۹۷ | برنامه   | دورهمی         | مهران مدیری     | مهمان        | شبکه نسیم  | [ ۲۶ ] |
| ۱۳۹۴ | برنامه   | کلاه‌قرمزی ۹۴   | ایرج طهماسب     | همسایه       | شبکه دو    | [ ۲۷ ] |
| ۱۳۹۲ | تله فیلم | چند روز بیشتر  | پریسا گرگین     | غزل صدر      |            | [ ۲۸ ] |
| ۱۳۹۱ | سریال    | آب پریا        | مرضیه برومند    | سمیرا        | شبکه دو    | [ ۲۹ ] |
| ۱۳۹۰ | تله فیلم | دنیای بهتر     | بهروز شعیبی     |              |            | [ ۳۰ ] |
| ۱۳۹۰ | برنامه   | گپ             | رامبد جوان      | مجری         | آی‌فیلم     | [ ۳۱ ] |
| ۱۳۹۰ | برنامه   | کتاب دا        | سینا عطاییان    | راوی         |            | [ ۳۱ ] |
| ۱۳۸۹ | برنامه   | رادیو هفت      | منصور ضابطیان   | راوی         | شبکه آموزش | [ ۳۱ ] |
| ۱۳۸۹ | سریال    | توطئه فامیلی   | رامبد جوان      | لادن رحمانی  | شبکه یک    | [ ۳۱ ] |
| ۱۳۸۸ | سریال    | نابرده رنج     | علیرضا بذرافشان | مرضیه        | شبکه سه    | [ ۳۲ ] |
| ۱۳۸۸ | سریال    | مسافران        | رامبد جوان      | ناهید کیهانی | شبکه سه    | [ ۳۳ ] |
| ۱۳۸۸ | تله فیلم | یک اسم         | بیژن میرباقری   |              |            | [ ۳۴ ] |
| ۱۳۸۶ | تله فیلم | اخراجی         | مهدی کرم‌پور     |              |            | [ ۳۱ ] |
| ۱۳۸۶ | تله فیلم | فراموشی        | مسعود مددی      | آذر          |            | [ ۳۵ ] |
| ۱۳۸۵ | سریال    | کتاب‌فروشی هدهد | مرضیه برومند    | نیلوفر نیلی  | شبکه سه    | [ ۳۶ ] |

### نمایش خانگی
| سال  | عنوان              | کارگردان       | نقش          | منبع   |
| ---- | ------------------ | -------------- | ------------ | ------ |
| ۱۴۰۴ | کندو               | شهرام شاه‌حسینی |              |        |
| ۱۴۰۳ | داریوش             | هادی حجازی فر  | ساقی         |        |
| ۱۴۰۲ | افعی تهران         | سامان مقدم     | مژگان مشتاق  |        |
| ۱۴۰۰ | می‌خواهم زنده بمانم | شهرام شاه‌حسینی | هما حقی      | [ ۳۷ ] |
| ۱۳۹۹ | قورباغه            | هومن سیدی      | فرانک بهرامی | [ ۳۸ ] |
| ۱۳۹۷ | ساخت ایران ۲       | برزو نیک‌نژاد   | بیتا نیاکان  | [ ۳۹ ] |
| ۱۳۹۶ | عالیجناب           | سام قریبیان    | ژآن          | [ ۳۱ ] |
| ۱۳۹۱ | قلب یخی ۳          | سامان مقدم     | سامیه        | [ ۳۱ ] |

## تئاتر
| سال  | عنوان                 | کارگردان                | محل اجرا                 | توضیح                        | منبع   |
| ---- | --------------------- | ----------------------- | ------------------------ | ---------------------------- | ------ |
| ۱۴۰۱ | کلفت‌ها                | مرتضی میرمنتظمی         | تالار وحدت               |                              | [ ۴۰ ] |
| ۱۳۹۷ | بینوایان              | حسین پارسایی            | هتل اسپیناس پالاس        | نامزد بهترین بازیگر زن تئاتر | [ ۴۱ ] |
| ۱۳۹۶ | کنسرت نمایشی سی       | علی‌اصغر دشتی            | کاخ سعدآباد              |                              | [ ۴۲ ] |
| ۱۳۹۵ | مرگ هوتن              | یوسف باپیری             | تماشاخانه پالیز          |                              | [ ۴۳ ] |
| ۱۳۹۳ | دورهمی زنان شکسپیر    | بهاره رهنما             | تماشاخانه ایرانشهر       |                              | [ ۴۴ ] |
| ۱۳۹۳ | خشکسالی و دروغ        | محمد یعقوبی             | تماشاخانه ایرانشهر       |                              | [ ۴۵ ] |
| ۱۳۹۲ | ترانه‌های قدیمی        | محمد رحمانیان           | سالن همایش دیپلماتیک اکو |                              | [ ۴۶ ] |
| ۱۳۹۲ | خانه سربی             | علی نرگس‌نژاد            | تئاترشهر                 |                              | [ ۴۷ ] |
| ۱۳۹۲ | از بیت‌المقدس تا اریحا | بیتا الهیان             | تالار حافظ               |                              | [ ۴۸ ] |
| ۱۳۹۱ | تن‌تن و راز قصر مونداس | آروند دشت‌آرای           | تماشاخانه ایرانشهر       |                              | [ ۴۹ ] |
| ۱۳۹۱ | ترن                   | نیما دهقان              | تئاترشهر                 | نامزد بهترین بازیگر زن تئاتر | [ ۵۰ ] |
| ۱۳۹۱ | جاده طولانی مارپیچ    | رضا گوران               | تئاترشهر- تالار چهارسو   |                              | [ ۵۱ ] |
| ۱۳۹۰ | دراکولا               | ستاره پسیانی            |                          |                              |        |
| ۱۳۹۰ | پاورقی                | احمد کچه‌چیان            |                          |                              | [ ۵۲ ] |
| ۱۳۹۰ | زنی از گذشته          | محمد عاقبتی             | تماشاخانه ایرانشهر       |                              | [ ۵۳ ] |
| ۱۳۸۷ | کشتی شیطان            | آتیلا پسیانی            | تئاترشهر                 |                              | [ ۵۴ ] |
| ۱۳۸۶ | یک سمفونی ناکوک       | آتیلا پسیانی            | تالار مولوی              |                              | [ ۵۵ ] |
| ۱۳۸۶ | آناتو تیغ             | آتیلا پسیانی            |                          |                              |        |
| ۱۳۸۵ | زخمه بر رمل           | آتیلا پسیانی            | تئاترشهر - کارگاه نمایش  | تهیه‌کننده                    | [ ۵۶ ] |
| ۱۳۸۵ | تیغ و ماه             | آتیلا پسیانی            | تئاترشهر- تالار چهارسو   | دستیار اول کارگردان          | [ ۵۷ ] |
| ۱۳۸۳ | تلخ مثل عسل           | آتیلا پسیانی            | تئاترشهر - تالار سایه    | مدیر صحنه                    | [ ۵۸ ] |
| ۱۳۸۳ | هی مرد گنده گریه نکن  | جلال تهرانی             | تئاترشهر - تالار اصلی    |                              | [ ۵۹ ] |
| ۱۳۸۳ | بی شیر و شکر          | حمید امجد، مهرداد ضیایی | تئاترشهر - تالار قشقایی  |                              | [ ۶۰ ] |
| ۱۳۸۳ | کلاغ و دوچرخه         | آتیلا پسیانی            |                          |                              |        |
| ۱۳۸۳ | تجربه‌های اخیر         | امیررضا کوهستانی        | تئاترشهر - کارگاه نمایش  |                              |        |
| ۱۳۸۳ | خبرهایی از تهران ۲    | آیت نجفی                |                          |                              |        |
| ۱۳۸۲ | زائر                  | حمید امجد               | تئاترشهر- تالار چهارسو   | دستیار اول کارگردان          | [ ۶۱ ] |
| ۱۳۸۱ | دوشیزه ژولی           | آیت نجفی                |                          |                              |        |
| ۱۳۸۱ | قوی‌تر                 | آیت نجفی                |                          | کارگردان                     |        |
| ۱۳۸۰ | مرغ دریایی            | آیت نجفی                |                          |                              |        |
| ۱۳۸۰ | نیمروز خواب‌آلود       | آیت نجفی                | فرهنگسرای نیاوران        |                              |        |

## دیگر آثار
| سال  | عنوان                | کارگردان                     | نقش         | توضیح     | منبع   |
| ---- | -------------------- | ---------------------------- | ----------- | --------- | ------ |
| ۱۴۰۰ | بانو گوزن            | رادیو گوشه                   | صداپیشه     | کتاب صوتی | [ ۶۲ ] |
| ۱۳۹۹ | کازابلانکا           | سینمای نابینایان             | صداپیشه     | پرده‌خوانی | [ ۶۳ ] |
| ۱۳۹۵ | آهوی بخت من گزل      | مانی حقیقی                   | صداپیشه     | کتاب صوتی | [ ۶۴ ] |
| ۱۳۹۲ | عقاید یک آکتور سینما | منیژه حکمت                   | مصاحبه‌کننده | گفتگو     | [ ۶۵ ] |
| ۱۳۹۲ | گذشته                | اصغر فرهادی                  | صداپیشه     | دوبله     | [ ۶۶ ] |
| ۱۳۹۱ | ابراهیم در آتش       | کیوان علی‌محمدی و امید بنکدار | گوینده      | مستند     | [ ۶۷ ] |
| ۱۳۸۷ | یادداشت‌های شهر شلوغ  | بابک گودرزی‌نژاد              | گزارشگر     | مستند     | [ ۶۸ ] |